# Nolitjärnen
Nolitjärnen är en sjö i Arjeplogs kommun i Lappland och ingår i Skellefteälvens huvudavrinningsområde. Sjön har en area på 0,0775 kvadratkilometer och ligger 449,3 meter över havet.

## Delavrinningsområde
Nolitjärnen ingår i det delavrinningsområde (733262-156494) som SMHI kallar för Mynnar i Uddjaure. Medelhöjden är 494 meter över havet och ytan är 15,8 kvadratkilometer. Det finns inga avrinningsområden uppströms utan avrinningsområdet är högsta punkten. Vattendraget som avvattnar avrinningsområdet har biflödesordning 2, vilket innebär att vattnet flödar genom totalt 2 vattendrag innan det når havet efter 279 kilometer. Avrinningsområdet består mestadels av skog (82 procent) och sankmarker (16 procent). Avrinningsområdet har 0,12 kvadratkilometer vattenytor vilket ger det en sjöprocent på 0,8 procent.